# Les Enfants du paradis (ballet)
Pour les articles homonymes, voir Les Enfants du paradis (homonymie).
Les Enfants du paradis est un ballet en deux actes, sur un scénario de Jacques Prévert et une chorégraphie
de José Martinez, dont la première a eu lieu le 21 octobre 2008 au Palais Garnier à Paris. La musique est de Marc-Olivier Dupin, l'adaptation de François Roussillon et José Martinez, les décors d'Ezio Toffolutti, les costumes d'Agnès Letestu et les lumières d'André Diot.
Le ballet a été repris à l'Opéra de Paris lors de la saison 2010-2011 et José Martinez a fait ses adieux de danseur étoile lors de la dernière représentation le 15 juillet 2011.
Le ballet a été donné pour la première fois à l'étranger, au Japon (Nagoya et Tokyo), par le ballet de l'Opéra de Paris lors de la saison 2012-2013.

## Hommage au film
Le ballet est un hommage au film-culte Les Enfants du paradis (1943) de Marcel Carné pour la mise en scène et de Jacques Prévert pour le scénario. Le film est une fresque gigantesque en deux parties titrées Boulevard du crime et L'Homme blanc.
Pour restituer l'ambiance du Boulevard du Crime, le public est accueilli par des jongleurs et, pendant l'entracte, il est permis d'assister à une fausse représentation théâtrale de la mort de Desdémone dans Othello ou le Maure de Venise, la pièce de William Shakespeare (scène donnée sur les marches du célèbre Grand Escalier de l'Opéra Garnier).

## Argument
Dans le Paris romantique de 1830, les amours impossibles de Baptiste et de Garance.
Prologue
Une porte s'ouvre sur le souvenir du comédien Jean-Louis Barrault qui ramasse la fleur rouge que Garance portait lors du tournage du film.
Acte I
- Scène 1 : Le boulevard du Temple
- Scène 2 : Le théâtre des Funambules
- Scène 3 : Le Rouge-Gorge, bal populaire
- Scène 4 : La pension de Madame Hermine
- Scène 5 : L'amoureux de la lune
- Scène 6 : La loge de Garance

Acte II
- Scène 1 : Salle du grand théâtre, création de Robert Macaire
- Scène 2 : Chez le comte de Montray
- Scène 3 : Chant d'habits
- Scène 4 : Le bal du comte de Montray
- Scène 5 : Meurtre du comte, carnaval

Épilogue
- Le carnaval se termine sur le boulevard du Crime, Baptiste est seul et l'ombre de Jean-Louis Barrault ferme la porte des souvenirs.

## Distribution d'origine
Répartition des rôles le soir de la première, le 21 octobre 2008.
- Garance : Isabelle Ciaravola
- Baptiste : Mathieu Ganio
- Frédérick Lemaître : Alessio Carbone
- Pierre François Lacenaire : Benjamin Pech
- Nathalie : Muriel Zusperreguy
- La Ballerine : Nolwenn Daniel
- Madame Hermine : Caroline Bance
- Le Comte : Christophe Duquenne
- Desdémone : Miteki Kudo

## Musique
La musique du ballet a été commandée par l'Opéra de Paris à Marc-Olivier Dupin.
La musique très différenciée sert de contrepoint à chaque action, chaque atmosphère. Pour moi, l’unité des Enfants du paradis, c’est ce grand mouvement de Garance qui traverse la pièce d’un bout à l’autre… Dans une action comme celle-ci, j’assume tous les registres : les flonflons de la musique des rues, les élans romantiques, la noirceur de certaines séquences inquiétantes et puis les transitions, les moments de solitude, d’attente, de réflexion pour lesquels j’utilise une musique atonale. Il m’importe de ne pas lasser par une musique trop uniforme.